# Yosuke Akiyama
Yosuke Akiyama (秋山 陽介 Akiyama Yosuke?), född 13 april 1995 i Chiba prefektur, är en japansk fotbollsspelare.
Akiyama började sin karriär 2017 i Nagoya Grampus. 2019 blev han utlånad till Júbilo Iwata. Han gick tillbaka till Nagoya Grampus 2020.